# 哈罗德·卡斯尔斯
哈罗德·卡斯尔斯（英語：Harold Cassels，1898年11月4日—1975年1月23日），英国男子曲棍球运动员。他曾代表英国国家队参加1920年夏季奥林匹克运动会曲棍球比赛，获得一枚金牌。

## 家庭
父亲盖士利。